# Oxycodone/naloxone
Oxycodone/naloxone là một loại thuốc giảm đau kết hợp có sẵn dưới dạng viên nén giải phóng dưới tên thương mại Targin (được sản xuất bởi Mundipharma), Targiniq và Targinact.
Thành phần oxycodone là một opioid và chịu trách nhiệm cho các tác dụng giảm đau. Naloxone chống lại tác dụng của opioid nhưng kém hấp thu vào cơ thể khi dùng đường uống, nghĩa là hầu như tất cả các liều đều nằm trong đường tiêu hóa và làm giảm tác dụng phụ của oxycodone. Tác dụng phụ táo bón đã giảm đáng kể trong một nghiên cứu năm 2008. Thuốc được phát hành năm 2006 tại Đức và có sẵn ở một số nước châu Âu khác kể từ năm 2009.

## Dược lý học
Nhờ sự đối kháng cạnh tranh cục bộ của naloxone về tác dụng của oxycodone trên thụ thể opioid của đường ruột, naloxone có thể làm giảm các rối loạn chức năng đường ruột điển hình của điều trị dùng opioid. Mặt khác, do naloxone qua đường uống chịu sự chuyển hóa đầu tiên rõ rệt, khả dụng sinh học giảm của nó không ngăn được tác dụng giảm đau của opioid.

## Tác dụng phụ
Nếu thuốc được sử dụng ngoài giấy phép bằng cách nghiền nát viên thuốc và hòa tan nó để tiêm, nó có thể làm giảm các triệu chứng cai nghiện thuốc phiện nghiêm trọng do khả dụng sinh học của naloxone tiêm tĩnh mạch cao hơn nhiều so với naloxone uống. Nói một cách đơn giản hơn, vì naloxone là chất đối kháng opioid, nó sẽ liên kết với các thụ thể opioid trong não và ngăn chặn tác dụng giảm đau của oxycodone.